# Kraftwerk Robbia
Das Kraftwerk Robbia ist ein Speicherkraftwerk in der Schweiz. Es befindet sich im Kanton Graubünden in der Talschaft Puschlav, auf der Südseite des Berninapasses beim Dorf San Carlo in der Gemeinde Poschiavo. Die Anlage ist im Besitz des Energieversorgers Repower.
Die drei Pelton-Turbinen der auf 1078 m ü. M. gelegenen Anlage besitzen zusammen eine installierte Leistung von 34,5 MW. Bei einer Fallhöhe von 613 Metern werden jährlich 120 GWh Strom produziert.
Dem 1910 in Betrieb genommenen Kraftwerk wird das Wasser über eine Druckrohrleitung zugeführt. Vom Stausee Lago Bianco bis zum Wassereinlauf Puntalta am Südende der Cavaglia-Ebene nahm das Wasser in den ersten Jahren den natürlichen Weg. 1926 und 1927 wurden die beiden Stufen Palü und Cavaglia dazwischengeschaltet. Von 1941 bis 1942 wurden die Ascialileitung, die das Wasser aus dem Val da Camp und dem Val Laguné direkt zum Wasserschloss des Kraftwerks Robbia leitet, und eine zweite Druckrohrleitung erbaut.
Seit 1976 befindet sich neben dem Kraftwerk das Betriebszentrum Robbia. Von dort aus werden sämtliche Produktionsanlagen und Netze von Repower in der Schweiz zentral überwacht und gesteuert. Ebenso wird hier die Höchstspannungsleitung zwischen der Schweiz und Italien kontrolliert.
2024 wurde mit der Gesamterneuerung des Kraftwerks Robbia die grösste Erneuerungsinvestition in der Geschichte von Repower abgeschlossen. Mit der Gesamterneuerung wurde die jährliche Stromproduktion in Robbia um rund 10 % erhöht. Die Gesamtinvestition belief sich auf 115 Millionen Franken.

## Bilder

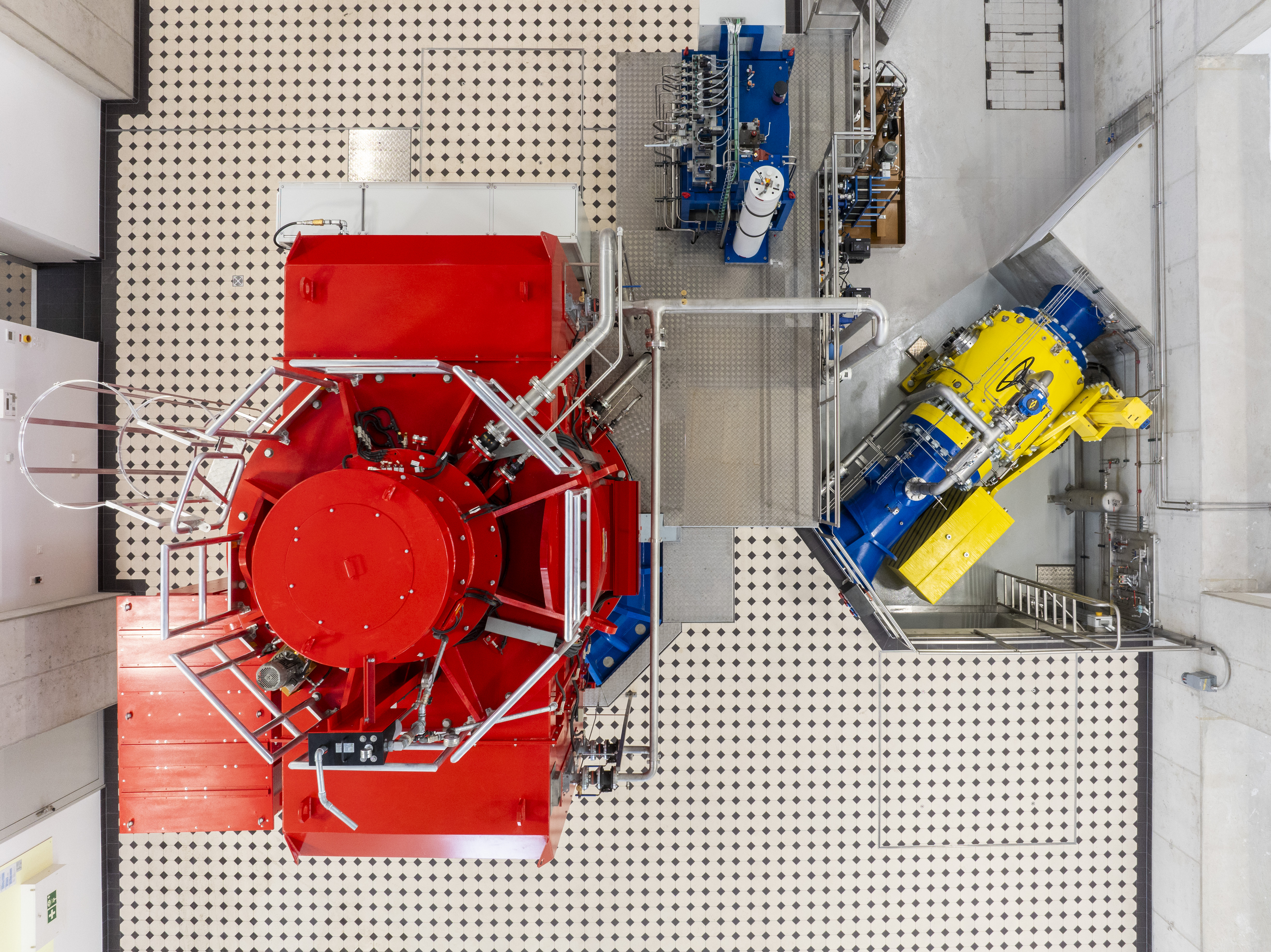
Luftbild einer Maschinengruppe im Wasserkraftwerk Robbia.
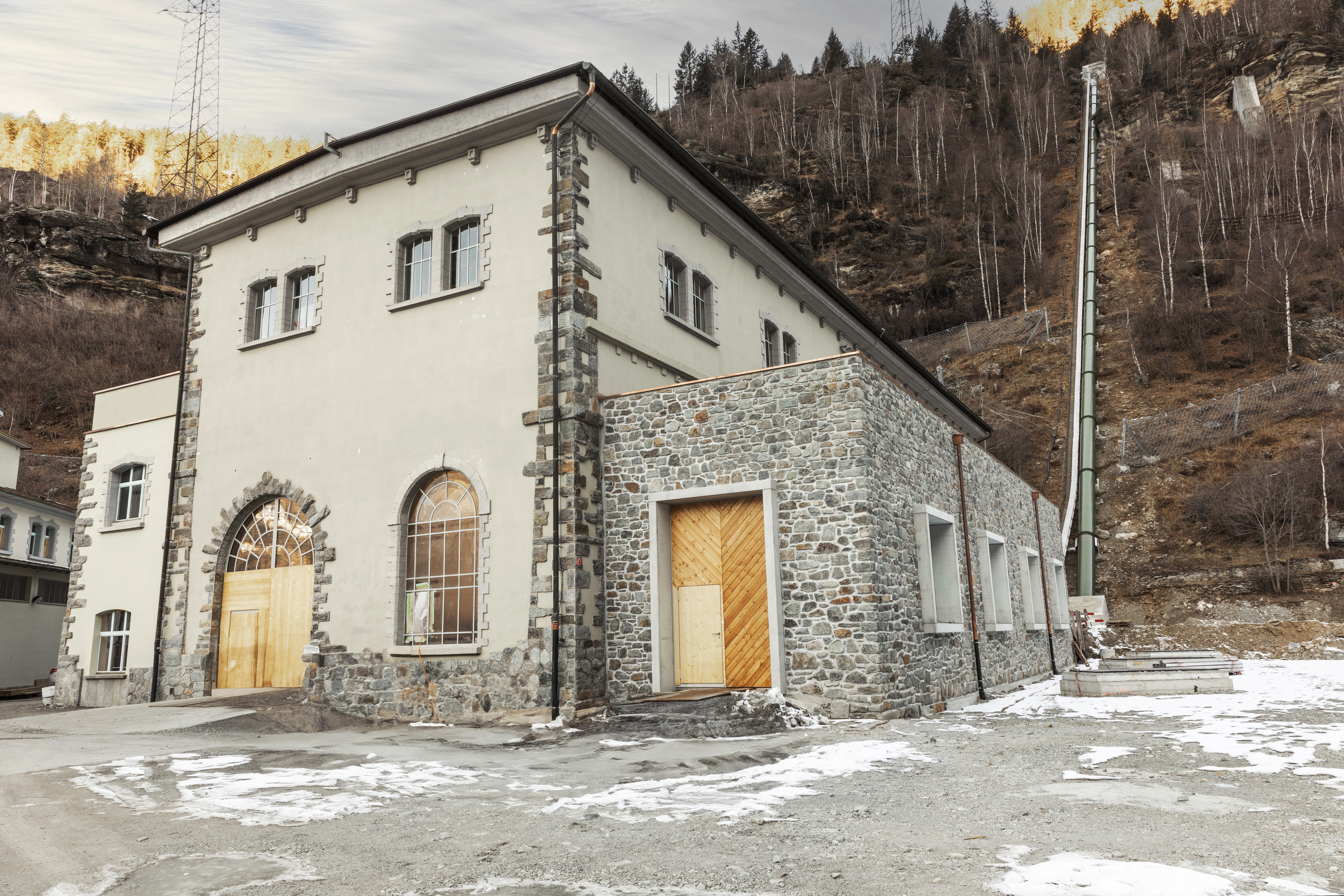
Das Kraftwerk Robbia 2024 von aussen.
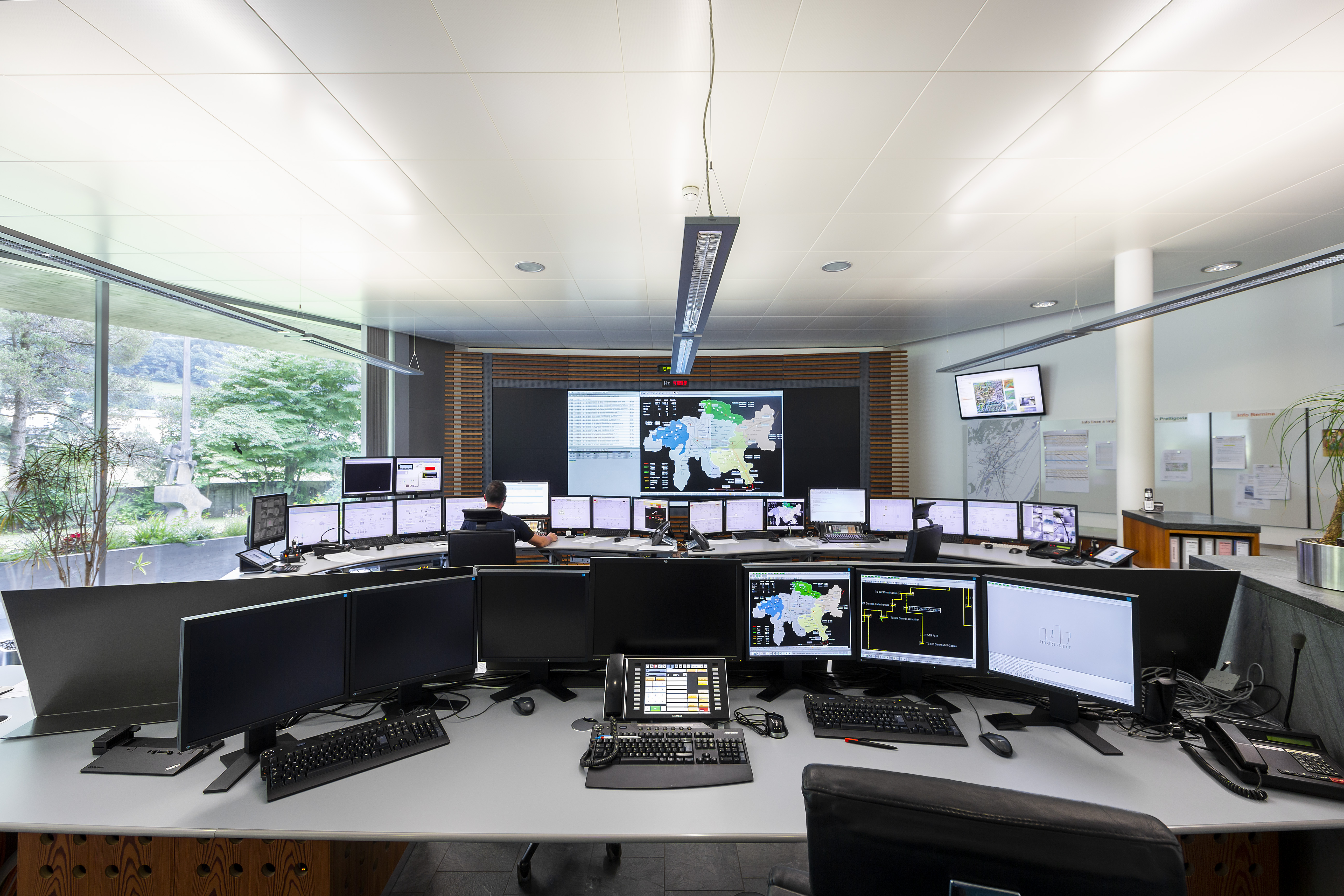
Leitstelle Robbia von Repower.